# El Hatillo (khu tự quản)
El Hatillo là một khu tự quản thuộc bang Miranda, Venezuela. Thủ phủ của khu tự quản El Hatillo đóng tại El Hatillo. Khự tự quản El Hatillo có diện tích 81 km2, dân số theo điều tra dân số ngày 21 tháng 10 năm 2001 là 54225 người.